# Porotos de soja
Porotos de soja es una película documental argentina producida por el ente estatal Instituto Nacional de Cine y Artes Audiovisuales (INCAA) y dirigida por David Blaustein y Osvaldo Daicich sobre un guion de este último que se estrenó el 21 de mayo de 2009.

## Sinopsis
La película, realizada sobre la base de una investigación de Mariana Dosso, Silvina Segundo y Osvaldo Daicich gira en torno al conflicto entre los productores agropecuarios y el gobierno ocurrido en Argentina entre marzo y julio de 2008.
El conflicto estalló cuando los productores agrupados en cuatro organizaciones empresarias rechazaron el sistema de retenciones móviles a las exportaciones de soja y girasol establecido por la Resolución 125. En el nuevo sistema las alícuotas fijas eran reemplazadas por una escala conforme la cual el porcentaje de retención variaba conforme al precio internacional del producto o sea a mayor precio, mayor era el porcentaje. Uno de los argumentos del rechazo era una alegada falta de facultades del Poder Ejecutivo para expedir la medida.
Las organizaciones empresarias dispusieron que sus asociados no comercializaran sus productos y el conflicto se destrabó cuando el gobierno derivó la resolución del tema a la decisión del Congreso nacional remitiéndole un proyecto de ley estableciendo el nuevo sistema y finalizó cuando el 17 de julio de 2008 la Cámara de Senadores rechazó dicho proyecto.
La película presenta las opiniones del filósofo Ricardo Forster, el periodista y economista Alfredo Zaiat y la licenciada en comunicación Mariana Moyano.

## Producción
El director declaró que la idea de la película nació el 1° de abril de 2008 cuando decidió cubrir con las cámaras un acto convocado por la presidenta Fernández de Kirchner en apoyo de su resolución. El objetivo inicial era producir un programa especial para televisión pero luego con la prolongación y profundización del conflicto se transformó en una película.producida por el ente estatal Instituto Nacional de Cine y Artes Audiovisuales (INCAA) que fue estrenada en cines el 21 de mayo de 2009 y exhibida en el canal estatal de televisión dos días más tarde.

## Crítica
En la crónica del diario La Nación se destacó el manejo de la cámara y dice que los directores "lograron radiografiar ese problema que tuvo en jaque a la población, mientras sociólogos, periodistas, políticos y escritores exponen sus puntos de vista acerca de una temática que tuvo una enorme trascendencia para el sector agropecuario", agrega que la película "logra esclarecer algunos de los más complicados elementos que nacieron a partir de aquella resolución 125 y recorre mediante una fotografía de indudable calidad campos, estancias y lugares que se vieron afectados por esa imposición gubernamental" y destaca que "muestra, en definitiva, la lucha de los hombres del campo por conservar sus pertenencias, aún a costa de una lucha que tuvo pocos parangones en la historia del país".